# Смітвілл (Огайо)
Смітвілл (англ. Smithville) — селище (англ. village) в США, в окрузі Вейн штату Огайо. Населення — 1338 осіб (2020).

## Географія
Смітвілл розташований за координатами 40°51′43″ пн. ш. 81°51′35″ зх. д. / 40.86194° пн. ш. 81.85972° зх. д. (40.862068, -81.859690).  За даними Бюро перепису населення США в 2010 році селище мало площу 3,22 км², з яких 3,21 км² — суходіл та 0,01 км² — водойми.

## Демографія
Згідно з переписом 2010 року, у селищі мешкали 1252 особи в 541 домогосподарстві у складі 371 родини. Густота населення становила 389 осіб/км².  Було 573 помешкання (178/км²).
Расовий склад населення:
| - 97,8 % — білих - 0,9 % — чорних або афроамериканців - 0,6 % — азіатів - 0,4 % — корінних американців |

До двох чи більше рас належало 0,3 %. Частка іспаномовних становила 1,3 % від усіх жителів.
За віковим діапазоном населення розподілялося таким чином: 21,8 % — особи молодші 18 років, 61,6 % — особи у віці 18—64 років, 16,6 % — особи у віці 65 років та старші. Медіана віку мешканця становила 44,2 року. На 100 осіб жіночої статі у селищі припадало 89,1 чоловіків;  на 100 жінок у віці від 18 років та старших — 86,1 чоловіків також старших 18 років.
Середній дохід на одне домашнє господарство  становив 56 813 долари США (медіана — 47 222), а середній дохід на одну сім'ю — 61 923 долари (медіана — 50 357). Медіана доходів становила 47 222 долари для чоловіків та 31 859 доларів для жінок. За межею бідності перебувало 10,5 % осіб, у тому числі 17,2 % дітей у віці до 18 років та 7,3 % осіб у віці 65 років та старших.
Цивільне працевлаштоване населення становило 621 осіб. Основні галузі зайнятості: освіта, охорона здоров'я та соціальна допомога — 25,0 %, виробництво — 21,1 %, роздрібна торгівля — 12,7 %, мистецтво, розваги та відпочинок — 8,7 %.